# ジャパニーズ・メタル
ジャパニーズ・メタル (Japanese Metal) は、ロック・ミュージックのジャンルの一つで、日本のヘヴィメタルを指す。ジャパメタと略されることもある。「和製ヘヴィメタル」とも呼ばれる。本項では、日本のヘヴィメタルシーンの歴史について記述する。
ジャパニーズ・メタルのミュージシャンのリストは、ジャパニーズ・メタルアーティスト一覧を参照。

## 歴史

### 1960年代末
ザ・ゴールデン・カップスは後期になるとディープ・パープル、レッド・ツェッペリンなどのハードロックのカバーも演奏した。またジャッキー吉川とブルーコメッツでさえ、スーツを着てマウンテンのカバーをプレイしたという。

### 1970年代
1970年代初期には、PYG、パワーハウス、ブルース・クリエーションなどのニュー・ロックバンドが活躍した。1970年、ザ・ハプニングス・フォーのクニ河内、ザ・フラワーズからフラワー・トラベリン・バンドに移行する前の石間秀樹、ジョー山中らは『クニ河内とかれのともだち』名義で、すべて日本語で構成されたアルバム「切狂言」を録音している。井上陽水の編曲を長く担当した星勝や鈴木ヒロミツらのザ・モップスは、1970年代にはハードなサウンドも演奏するようになった。モップスは、1972年には「たどりついたらいつも雨降り」をヒットさせた。またイースト、つのだひろ&スペース・バンドはメディアに登場することが実現した。
1970年代の代表的なハードロック・グループとしては、カルメン・マキ&OZ、クリエーション、BOW WOW、沖縄の紫、コンディション・グリーンがあげられる。
他には、Char、プログレ・バンドのコスモス・ファクトリー、四人囃子、ファー・イースト・ファミリー・バンド、ハード・ロックンロールの村八分、外道、金子マリとバックス・バニー等がいた。Charは、のちにジョニー・ルイス・アンド・Charを結成している。
井上陽水のアレンジャーをつとめて高評価を得た星勝、ブルースマンの柳ジョージ、トランザムを経て萩原健一のバックを務めた石間秀機、ロック、レゲエのジョー山中らがいた。
内田裕也のプロデュースによってフラワー・トラベリン・バンドが1970年に結成。モノマネ的なコピー曲が大半で評価が低かった1stアルバム『ANYWHERE』（1970年）発売後、バンドは米アトランティック・レーベルと契約を結び、ハード・ロックの2nd『SATORI』（1971年）等を発表、海外でもライブ・ツアーを行った。ミッキーカーチス&サムライは、タイやヨーロッパで活動を行った。が、サムライは1971年に解散した。

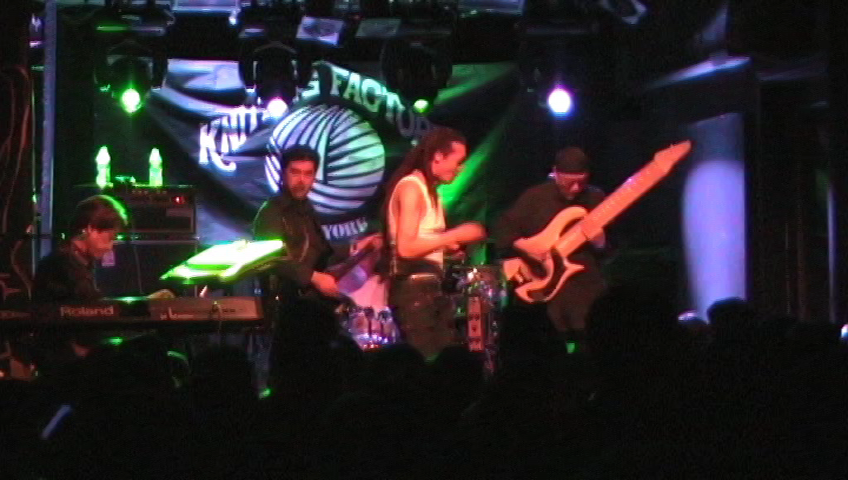
フラワー・トラベリン・バンド（2008年、再結成後のニューヨーク公演より）

竹田和夫率いるブルース・クリエイションは、「原爆落し」「悪魔と11人の子供達」という曲を1970年にはすでにステージで演奏していた。1971年には2ndアルバム『悪魔と11人の子供達』を発売。同年、カルメン・マキとのコラボ・アルバム『カルメン・マキ/ブルース・クリエイション』を発表するが、このアルバムは当時知名度のあったカルメン・マキのおかげもあって好セールスを記録。その後、ブルース・クリエイションは解散するが、のちにメンバーを一部刷新したクリエイションとして再編され、ブルース・ハード・ロック・バンドとしての道を歩むこととなる。クリームのプロデューサーやマウンテンのメンバーであったフェリックス・パッパラルディにその実力が認められたことで、1976年には日・東芝EMI／米・A&Mからマウンテン直系のハード・ロック作『CREATION WITH FELIX PAPPALARDI』がリリースされ、全米20か所にも及ぶライヴ・ツアーへと繋がった。フェリックスとクリエーションは、この時期に日本武道館公演も敢行している。
1973年に結成、1977年にデビューしたLAZY（バンド名は、ディープ・パープルの同名曲に由来する）は、当初、事務所の営業方針でアイドル・バンドとして活動をさせられていたが、コンサート会場では海外のバンドのカヴァー（UFO、TOTOなど）を演奏し、特に高崎晃のギター・プレイについては、当時現役高校生で、しかもアイドルという立場であったにもかかわらず、この時既にコアなロックファンや同業者に注目を集め、子供バンドのうじきつよしは金沢のイベントで過去にLAZYと共演した際にLAZYの演奏技術と音量の大きさに驚き、「実際に見たら嫌になっちゃうくらい音がでかくてね。「高崎は凄いぞ、ヤツは敵だ！」と思った（笑）」とライバル意識を持っていた過去を明かした。後にBURRN!副編集長～ミュージック・ライフ編集長を務めた音楽ライターの増田勇一も学生時代に高崎の演奏技術に衝撃を受けたうちの一人で、当時LAZYが出演したNHKの歌番組『レッツゴーヤング』でマイケル・シェンカー・グループの「Armed and Ready」のカヴァーを演奏した姿を見て衝撃を受けたと述懐している。1981年にデビューしたLOUDNESSがデビューコンサートのチケットが完売するまで、当時の音楽業界での認識は「日本のハードロックは売れない」とまで言われていた程であった。1970年代が終わりに近づくにつれ、高中正義や、竹田和夫等ロック・ミュージシャンの一部は、ジャズ・フュージョン系のサウンドに流れていった。

### 1980年代前半

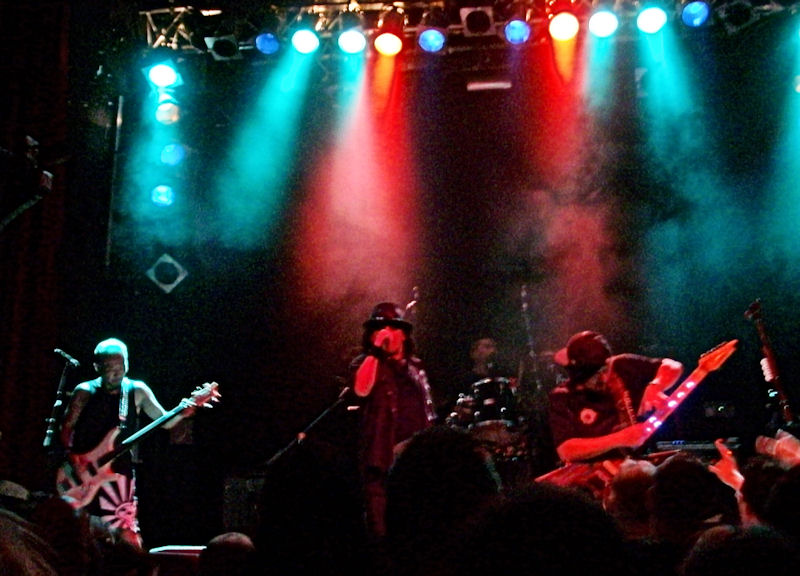
1980年代を代表する日本のヘヴィメタルバンドLOUDNESS（2010年、ドイツ公演より）

80年代に入ると、ヘヴィメタルが流行を迎える。Sighの川嶋未来は、「80年代当時、ヘヴィメタルは確実にメインストリームに属する音楽であった。クラスメイトにもヘヴィメタル好きは複数いた」と当時を振り返っている。
1980年、英国でのアイアン・メイデンらを筆頭とするNWOBHMムーヴメントに感化されるようにして、アイドルグループとして活動していたLAZYが「ヘヴィ・メタル宣言」を行い、アルバム「宇宙船地球号」をリリース。しかし、そのLAZYは音楽的方向性を巡り所属事務所やメンバー間の意見の相違が表面化し1981年5月31日に解散となる。これを機に、高崎と樋口宗孝が本格的なヘヴィメタルバンド「LOUDNESS」を結成し、1981年11月にアルバム「誕生前夜」でデビュー、12月17日には浅草国際劇場でデビューコンサートを開く。
LAZY同様、営業面の問題から歌謡曲路線を取らされていたBOW WOWが本来のヘヴィメタルバンドに戻ることを宣言し、1982年 - 1983年には海外のロック・フェスティバル（レディング・フェスティバル）に日本人アーティストとして初めて参加した。この他では、のちに俳優として活躍するうじきつよし率いる子供ばんども活発なライブ活動をし、各地のイベントの常連となっていた。「ヘヴィメタル」の項目でも触れているが、この頃から音楽雑誌の「YOUNG GUITAR」と「ロッキンf」が日本のヘヴィメタルバンドの為にフェスティバル等を開いたりと積極的にヘヴィメタルシーンを盛り上げていた。
1983年から翌1984年にかけて、関西ではEARTHSHAKER、44MAGNUM、MARINO、RAJAS、X-RAY、MAKE-UP、東京からもBLIZARD、AROUGEなどのヘヴィメタルバンドが次々とデビューを果たす。また、この頃はビーイングがアイドル的な女性メタルシンガーを次々と売り出しており、樋口宗孝のプロデュースで浜田麻里が、高崎晃のプロデュースで本城未沙子がデビュー。それに続いて早川めぐみ、橋本ミユキ（アニメソング歌手の橋本みゆきとは同姓同名の別人）等のイニシャルが「H.M.」（つまりHeavy Metal）の女性シンガーが次々とデビューを飾るが、長期にわたって継続的に活動したのは浜田だけであった。1984年5月27日には「GRAND METAL」が大阪城野外音楽堂で開催され、当時活躍が期待されていた若手バンドが出演した。
LOUDNESSは1983年にはアメリカ、1984年にはヨーロッパを中心にライブ活動を行い、夏には海外へのアピールとしての「DISILLUSION English Version」、ヨーロッパ公演を収めたライブビデオ「EUROBOUNDS」をリリース。翌年、1985年には米アトランティック傘下のアトコ・レーベルと契約し、同年11月9日、「THUNDER IN THE EAST」で世界デビューを果たすが、このアルバムよりプロデューサーとなったマックス・ノーマンの指示により、当時米国で勢いづいていたモトリー・クルーやクワイエット・ライオット等に代表されるLAメタルを意識したサウンドに変化している。また、海外でのアルバムリリース前にはモトリー・クルーの前座としてツアーに動向。8月14日には前座という形ではあるが、日本人ロックバンドで初めてマディソン・スクエア・ガーデンの舞台に立っている。これに続いて、BOW WOWがメンバーチェンジを機にバンド名をVOW WOWに改め、LOUDNESSと同様に海外での活動を展開してゆく。
東京で結成されたANTHEMは当初はNWOBHMの影響を単純に受けたバンドであったが、福田洋也加入後にACCEPTやMANOWARに代表されるパワーメタル的な音楽的要素を取り入れて先鋭化し、SABBRABELLSはBlack SabbathやAlice Cooperを彷彿とさせるシアトリカルかつ悪魔崇拝的なステージングとヘヴィなサウンドで、北海道から登場したFLATBACKERはヴェノムと日本のハードコア・パンクを混ぜたような過激なサウンドと放送コードギリギリの過激な歌詞で日本のヘヴィメタルシーンを盛り上げていった。1984年にはインディーズながらANTHEMやSABBRABELLSを始めとした関東のバンド、SNIPERといった名古屋のバンドが集まり、オムニバスアルバム「HEAVY METAL FORCE Vol.1」を木箱入りでリリースしたりと積極的なアピールを展開する。

### 1980年代後半
ANTHEMとFLATBACKERは1985年に、SABBLABELLSは1986年にメジャーデビューを果たし、1985年8月にシングル「素敵にダンシング」でデビューしたSHOW-YAは、メンバー全員が女性という当時としては異例のバンドであった。初期は秋元康が楽曲を手掛けているなどいわゆる“歌謡メタル”的なテイストを多分に含んでいたが、徐々にサウンドのハードさが増していき、1989年に「限界LOVERS」がヒットし、日本のヘヴィメタル界に新風を吹き込んだ。また、SHOW-YAは1987年から年に1回の割合で女性ロッカーだけを集めたロックイベント「NAONのYAON」を開催し、女性ロッカーの地位向上に大きく貢献する。インディーズシーンの牽引役となった主なヘヴィメタルバンドとしては、REACTION、MEPHISTOPHELES、DEAD END、D'ERLANGER、X、CASBAH、HELLEN、DEMENTIA、JURASSIC JADE、JEWEL、MURBAS、UNITED、URGH POLICE、TILT、SNIPER、OUTRAGE、PRESENCE、SYXE、MEIN KAMPF、SAVER TIGER（横須賀）等が「ロッキンf」誌で挙げられている。

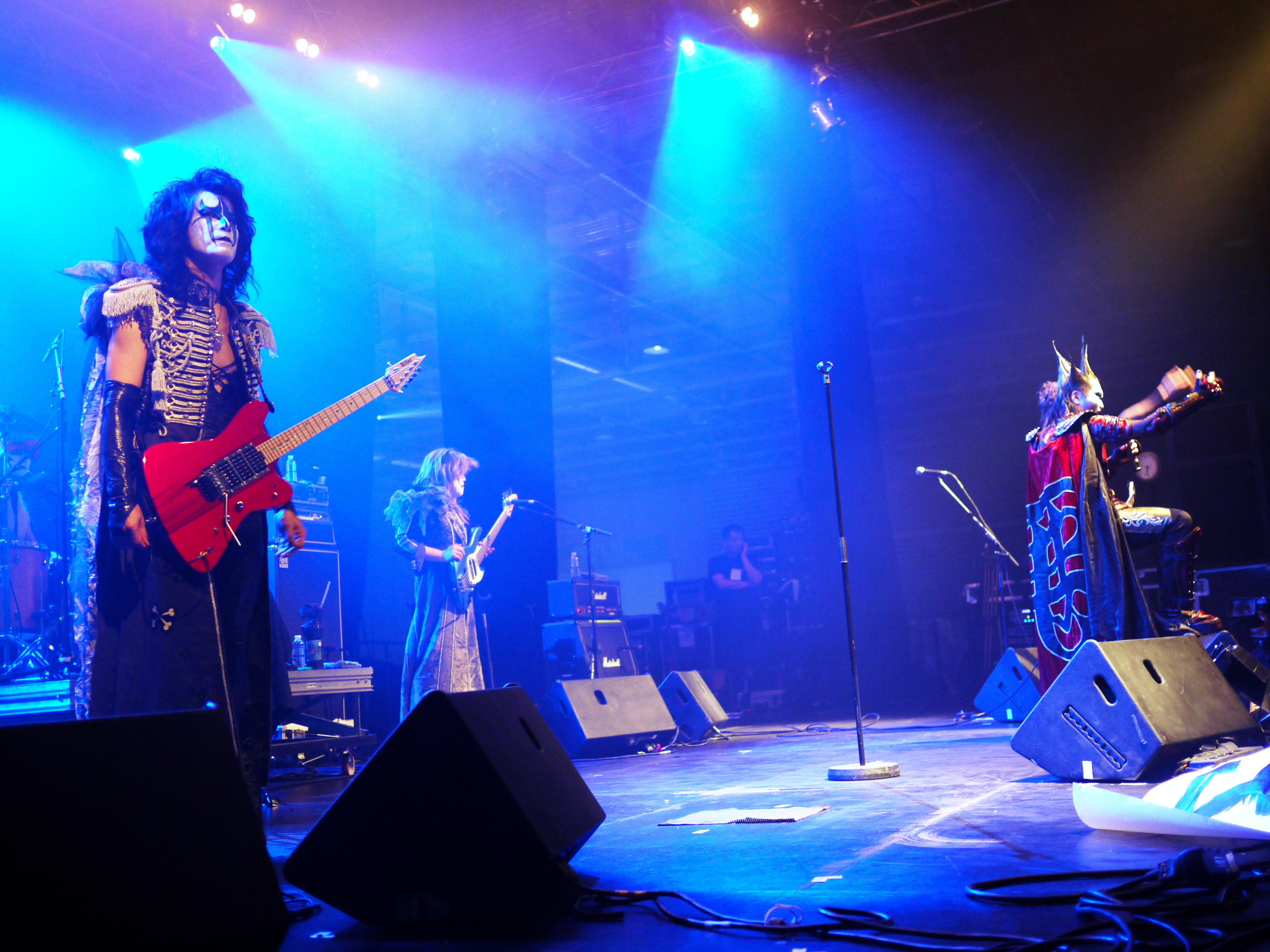
聖飢魔II（2010年）

聖飢魔IIがメジャーシーンに登場したのもこの1985年のことである。元々は早稲田大学のフォークソングクラブに発祥の由来を持つバンドであり、9月にアルバム「聖飢魔II〜悪魔が来たりてヘヴィメタる」でデビューしたが、ヘヴィメタル雑誌の「BURRN!」では0点という評価を受けた。しかしこのアルバムの評価が0点だからと言って単純に駄作と切って捨てられる様なものではなく、BURRN!編集部の藤木昌生はこのアルバムを高く評価している。とはいえ、聖飢魔IIはBURRN!の0点のレビューが1つのきっかけとなり既存のメタルファンよりもJ-POPファンに訴求の中心軸を置く販売戦略を選び、結果的に音楽業界で一定の成功を掴み取ってゆくこととなる。
同年10月10日、「JAPAN HEAVY METAL FESTIVAL」が東京の日比谷野外音楽堂で開催された。これには新進気鋭のANTHEM、FLATBACKER、聖飢魔II、RAJAS、ベテラン格になっていたMARINO、海外からの招待ゲストとしてスウェーデンのシルヴァー・マウンテンが出演。当時のYOUNG GUITAR誌の記事にはMARINOが登場した頃に会場が盛り下がり始め、デビューしたばかりのANTHEMやFLATBACKERなどの新しい血を求めたファンが圧倒的に多かったと記載している。実際、バンドとしての全盛期を過ぎていたMARINOはこの1985年、X-RAYは翌1986年にレコード会社から契約を打ち切られ、解散の道を選ばざるを得ない状況にまで追い込まれている。
1980年代後半は、LOUDNESS、VOW WOWに続いてANTHEMがLAでライブを行い、1987年にFLATBACKERが『E・Z・O』へ名前も音楽性も変えてジーン・シモンズのプロデュースによるアルバム『E・Z・O』で世界デビューし、全米チャート入りを果たした。同年にはVOW WOWの楽曲「DON'T LEAVE ME NOW」が全英シングルチャートのトップ100に3週チャート・インした。そして、聖飢魔IIを脱退したギタリスト大橋隆志も渡米後にアメリカ人と結成した日米混成バンド「Cats In Boots」で1989年に世界デビューを果たすなど、日本発のHR/HMシーンが開花し、ひとつの頂点を極めようとしていた時期であった。
この時期、日本国内のメタルシーンは徐々に失速の兆しを見せていた。1987年、レコード会社移籍をきっかけに44MAGNUMが「ヘヴィメタルなんかもう古い」という理由で「ポストBOØWY」 とも呼べるポップなロック路線への転換を行う。だが、それまでのファンから猛反発を喰らい人気は急降下、結局はバンドそのものが方向性を見失い、1988年に打ち込みの導入に反発したドラムの宮脇“JOE”知史が脱退、その後、立て直せぬままに翌1989年解散。MAKE-UPも1986年にテレビアニメ『聖闘士星矢』の主題歌「ペガサス幻想」でヒットを飛ばしたものの、翌年解散。その一方、この時期には元LAZYの影山ヒロノブがアニメ・特撮の主題歌を数多く手掛ける様になるなど、少なからぬメタル系ミュージシャンが自身の生活と芸能活動の維持のために、メタル系以外への芸域の拡大を模索し始めていた。影山は1990年代以降、一部の楽曲でゴールド・ディスクを獲得したり、ミリオンヒットを飛ばすなど、アニメソングの分野で兄貴分としてのポジションを確立し、ジャンルの牽引者の1人となる。ヘヴィメタル・クイーンと呼ばれた浜田麻里も1989年に「Return to Myself 〜しない、しない、ナツ。」のリリースを機に、脱ヘヴィメタルを宣言し、転じたJ-POPシーンでブレイクし、1990年代前半まで安定した人気を保つ事となる。
他方で、ANTHEMは1987年にボーカル坂本英三が脱退し、後任に森川之雄が加入、また、この時期から音楽性の幅が広がっていったにもかかわらず人気は鈍化傾向で、興行面という意味においての苦戦が続いていた。海外に展開していたFLATBACKER改めE･Z･Oも活動順調とは言い難く、アメリカで苦戦を続けるメンバーは、所属事務所の戦略により隈取を施した“忍者メタル”などという一種のキャラクター路線まで模索を余儀なくされていた。同じく海外進出していたLOUDNESSは1989年にボーカリスト二井原実を解雇し、アメリカ人のマイク・ヴェセーラを起用した。ボーカルが交替したLOUDNESSはアルバム「SOLDIER OF FORTUNE」をリリースする。このアルバムは日本国内のみならず、アメリカ市場においてもセールス的に失敗。ヴェセーラ在籍時の全米ツアーも1度だけと苦境に立たされる事となった。
この1989年には、聖飢魔IIが極悪集大成盤(ベストアルバム)「WORST」を発布し、メタル系バンドとしては初めてオリコンチャートの1位を記録した。
また、メタル系バンドとして初めてNHK紅白歌合戦』に選出され「白い奇蹟」を披露した。
他方で、この1980年代後半の日本のロックシーンには、バンドブームとイカ天ブームが起こり、そのブームは1990年代初頭まで継続した。バンド・ブームではその後に元AROUGEの橘高文彦が加入することとなる筋肉少女帯や、LAメタル系のハード・ロックンロール・バンドZIGGYらがその恩恵を受け、イカ天からは1970年代初期系和風ハードロックの人間椅子やグラム・ハード・ロックのマルコシアス・バンプらが登場している。ヘヴィメタルバンドも多分に漏れず、例えば、関東ではプロージョン系や鹿鳴館系などと主に女性ファンから呼ばれ、どのライヴハウスも女性客で溢れ返った。
この時期のジャパメタの新鋭は、モトリー・クルーなどのLAメタルからの影響を受けたバンド（REACTION、D'ERLANGER、DEAD ENDなど）がいる一方で、メタリカやスレイヤー等のスラッシュ・メタルからの影響を大きく受けたタイプ（OUTRAGE、UNITEDなど）もいるが、前者はその後のヴィジュアル系へと受け継がれていった。その双方の要素を併せ持つXなどのバンドもいたが、DEAD ENDやD'ERLANGERの様にヘヴィメタルからやや離れた音楽性に変化したバンドも存在していた。
これらのバンドで後にメジャーシーンでのデビューまで辿り着けたのはREACTION、DEAD END、X、OUTRAGE、UNITED、TILT、PRESENCE、D'ERLANGERくらいで、特に大きな成功を収めたのはXである。評論家や専門誌のバッシングに耐えながらもテレビ出演やライブ活動で着実にファンを増やしたXは、1988年4月にリリースした1stアルバム『Vanishing Vision』は初動1万枚以上と、当時のDEAD ENDの1stアルバム『DEAD LINE』を記録を塗り替え、インディーズとしては記録的なセールスを上げ、インディーズ・レーベルながらメジャー・チャートにランクインを果した日本史上初のアルバムとなった。1989年4月21日にCBSソニーよりメジャーデビューアルバム『BLUE BLOOD』をリリースし、1990年には日本武道館、1991年には『Jealousy』リリース直後にデビュー2年4か月にして東京ドーム公演を行うなど既存のヘヴィメタルバンドでは成しえなかった記録を次々と打ち立てることとなった。

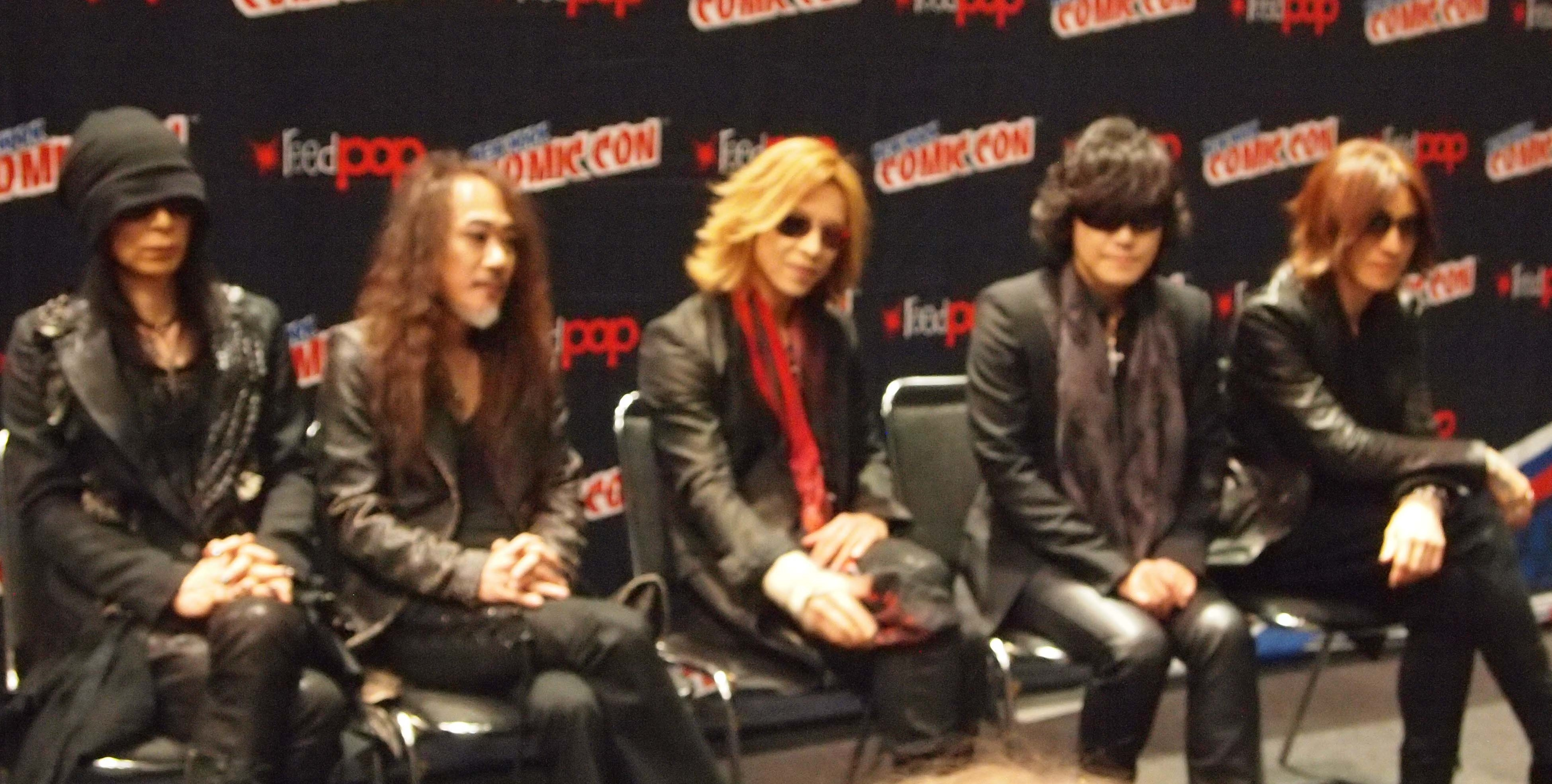
1989年、X（後のX JAPAN）のメジャーデビューにより、日本のヘヴィメタルシーンの流れが大きく変わった（2014年、ニューヨークでの記者会見より）

その他のメジャーデビューに至らずに終わったバンドでも、MURBASには廣瀬洋一、URGE POLICEには吉井和哉といった後に大成功を収める「THE YELLOW MONKEY」のメンバーが在籍していたり、DEMENTIAにはX - LOUDNESS - DTRの沢田泰司や現UNITEDの吉田“HALLY”良文（g）、後にハウリング・ブル・エンターテイメントを立ち上げる小杉茂（Vo、当時のステージネームはGEESS）、現TOKYO YANKEESのU･D･A（Ds）が在籍、JEWELには後にmedia youthやhideのバンドに参加したKIYOSHIが在籍、MEIN KAMPFにはJUSTY-NASTYを経て後にCRAZEに加入する藤崎賢一やAIONのIZUMIが在籍、HELLENには後に六三四Musashiに加入し、アニメの劇伴などでも活躍する高梨康治など、後年様々な音楽シーンで活躍する人物が在籍していた。
また、MEPHISTOPHELESは1987年に解散しているが、2001年に再結成した際にVAPよりアルバム「METAL ON METAL」でメジャーデビューしており、メンバーの一人だった沢井比河流は実父である沢井忠夫の後を継いで沢井箏曲院の筝曲家としても活動を続けている。

### 1990年代前半 -冬の時代-
世界的にはグラム・メタルが衰退し、オルタナティヴ・ロックやグランジ、グルーヴ・メタルブームの幕開けであったが、日本に限れば、Xを端緒としたヴィジュアル系の全盛期の幕開けであった。SHOXXの元編集長鈴木ぽっくんと音楽ライター長澤智典の対談では、ヴィジュアル系の音楽的な要素としてポジティブパンクとヘヴィメタルが挙げられている。実際にポストパンクやヘヴィメタルからの影響を語っているバンドとしては、TRANS RECORDS所属のASYLUMやDEAD ENDから影響を受けていた黒夢、デュラン・デュランやジャパニーズ・メタルから影響を受けていたLaputa、ザ・キュアーやGASTUNKから影響を受けたL'Arc〜en〜Ciel、JapanやAIONからの影響を語っているLUNA SEAなどがいる。他にも、音楽性でメタルの流れを汲んでいたものとして、La'cryma ChristiやSIAM SHADEが市場的成功を収めた。ニュー・ウェイヴやポストパンクを扱っていた雑誌であるFOOL'S MATEはヴィジュアル系バンドを積極的に取り扱ったが、その一方でロッキンf以外のヘヴィメタル雑誌がヴィジュアル系バンドを取り扱うことはなかった。
ヴィジュアル系という言葉の起源となったともいわれるXは順風満帆とは到底言い難い活動状況に陥ってゆく。1992年、TAIJIを解雇すると同時に海外進出を企図して「海外の同名バンドとの商標問題（名称競合）の回避」という理由でバンド名をX JAPANへと改め、以降も新曲をリリースすればオリコンチャートでは必ず5位以上の上位に食い込んだものの、アトランティック・レコードと契約し、世界進出を始めようとした頃にはYOSHIKIの英語の勉強・アメリカでの活動の際の弁護士とマネージャー等の著作権方面に対応できるパートナーのスカウト・Toshlの英語発音の問題やYOSHIKIの持病によりレコーディングが長期化し、更には市場のターゲットとしていたアメリカではニルヴァーナ等のシアトル発のグランジが注目されていたので、「今出しても売れない」と判断したため、このアルバムでの世界デビューを断念せざるを得なくなった。
そうした事情によりシングルのリリースですら1年に1枚がやっとというスローペースであり、アルバム『DAHLIA』に至っては5年間もリリースできない状態に陥る。また、Xを解雇されたTAIJIこと沢田泰司は、上述した様にLOUDNESSへの電撃加入という形でメタルの世界に舞い戻ったものの、彼もまた著しいスランプや公私のトラブルが重なり、1990年代後半の一時期にはホームレスも同然という状態にまで転落していった。
ヴィジュアル系が流行した一方で、ジャパニーズメタルは冬の時代を迎えた。特に1990年代に入ってから、邦楽のメタルはジャンル全体として衰微傾向が顕著となり、1990年にE･Z･O、VOW WOW、DEAD END、Cats In Boots、1992年にANTHEM、1993年にBLIZARD、1994年にEARTHSHAKERと、1980年代のメタルシーンを第一線で支えたバンドが次々と解散・消滅してゆく。女性バンドSHOW-YAはすぐには解散しなかったものの、サウンドの中核であったボーカルの寺田恵子が1991年に脱退、その後は新ボーカルにアメリカ人シンガーのステファニー・ボージェスを迎えたものの、セールス的に退潮傾向を食い止められずステファニー脱退後はインディーズに場を移し3人目のボーカルを加えて再スタートを切ったものの、結局1998年に解散。海外を中心に活動にしていたバンドや日本人ミュージシャンを見ても、E･Z･Oは日本への凱旋を果たせぬまま、1990年に現地解散。VOWWOWはアルバム『MOUNTAIN TOP』の海外での売り上げが伸びなかった事と厚見玲衣の脱退により解散、一時はアメリカで成功したかに見えた日米混成バンドのCats In Bootsもマネジメントのトラブルやメンバー間の不和が続き、1990年に解散し、大橋隆志は活動の場を求めてニューヨーク、ロサンゼルスと渡り歩くも、1995年帰国。
1992年、元E･Z･OのMASAKIと、元XのTAIJIこと沢田泰司がLOUDNESSに加入し、これと同時に、LOUDNESSの楽曲はグルーヴ・メタルのようなスタイルに変貌した。その話題性の高さでオリコンチャート初登場2位という記録を打ち立てたが、翌年には所属事務所の契約上の問題や沢田と樋口の脱退といったトラブルが相次ぎ、第3期LOUDNESSはたった1年で幕を閉じた。
ジャパメタ・バンドの多くが解散やメンバーの脱退に見舞われ、尻すぼみになっていく状況下で1989年に44MAGNUM、REACTION、PRESENCE、MAKE-UPの元メンバーより結成されたGRAND SLAM、1994年、EARTHSHAKER、LOUDNESS、BLIZARDの元メンバーによるSLY、ZIGGYの戸城憲夫、BOWWOWの新美俊宏、BRONXや筋肉少女帯などの活動で知られる横関敦らによるLANCE OF THRILLと所謂実績のある者が集まったスーパーバンドが結成され、それぞれメジャー・デビューを果たしていたが、結成間もない頃に出した作品はそれなりの成功を収めたものの時代の流れと共に活動規模が小さくなり、LANCE OF THRILLは1996年、GRAND SLAMは1997年に解散、SLYは1998年にレコード会社から「アルバムの制作費がかかり過ぎな上に売り上げが見込めなかった」という理由から契約を打ち切られ事実上解散。GRAND SLAMは王道のアメリカンロックを下敷きにしたハードロックバンドであったが、SLYとLANCE OF THRILLは世界的なグランジ／オルタナティヴ・ロック・ムーヴメントに呼応するメタル・サウンドをそれぞれ展開していったバンドだが、この1990年代中盤～後半におけるOUTRAGEやLOUDNESSの音楽的な変貌もこのグランジ／オルタナ・ムーヴメントを意識したものであった。
メジャーシーンでどうにか生き残ったバンドとしては聖飢魔IIがいた。1990年代の同バンドはサポートメンバーによる電子楽器を多用し、ハードロックを主軸としてプログレッシブ・ロックからポルカやフォークソングまで多種多様なジャンルの音楽を積極的に取り込んだ。
新進のメタルバンドについても苦難を耐え忍ぶ時代となった。元来はメタル系の音楽を志向・追求していたものでも、メジャーデビューを目指すにあたっては、その販売戦略上の各方面からの要求などで路線変更に追い込まれてゆくケースや、さらには「メタルだから」という理由でライブハウスから門前払いにも等しい扱いをされるなど、演奏の場を確保する事すらままならない者さえ出てきた。
これらの結果、音楽性としてヘヴィメタルを前面に押し出すスタイルのバンドは影を潜め、ジャパニーズメタルバンドとして安定した活動を続けていたLOUDNESSも、1990年代の終わりまでは高崎晃以外のメンバーチェンジを繰り返しながら細々とした活動を余儀なくされる事となった。日本人及び従来のファンに理解し難い音楽性に傾倒したことも、人気の低下に拍車をかけており、90年代末期に発表した作品は、売り上げ1万枚を下回るほどの深刻な不人気に陥った。

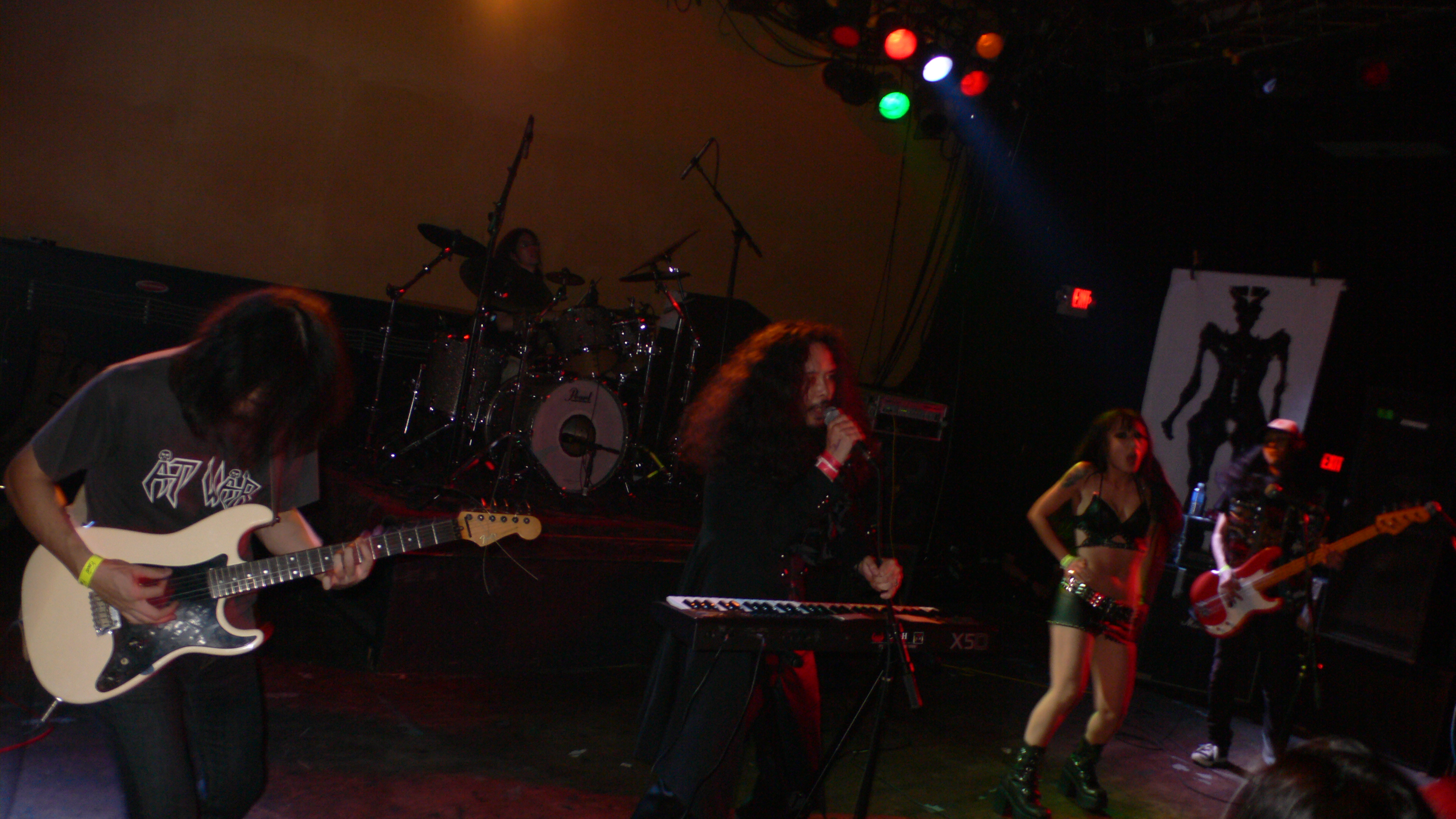
日本より海外での評価が高いSigh（2008年）

メジャーシーンで広義の意味でのハード・ロック／メタル的なサウンドを鳴らした音楽ユニットとしてはB'zがいる。冬の1990年代にミリオンヒットを連発し、ハード・ロック・ギター・サウンドを日常的なサウンドにしたのである。しかしBURRN!の初代編集長である酒井が徹底的に批判した影響でB‛zがハード・ロック/メタルと見做されることはなく、シーンの氷河期を打破するどころか、むしろ冷え込みを強めてしまう。
一方で、エクストリームメタルを中心としたアンダーグラウンドシーンでは、新たなムーヴメントが勃興していた。1990年に結成されたブラックメタルバンドSighは、ブラックメタルの本場であるノルウェーシーンとテープトレードなどで交流を深め、1993年には1stアルバムをユーロニモスのレーベルデスライク・サイレンス・プロダクションからリリースしている。
デスメタルシーンでは、1980年代後半頃からスラッシュメタルのサウンドで活動していたヘルチャイルドが、デスからの影響を受け徐々にデスメタルへと移行。同時期に活動していたグラインドコアバンドMULTIPLEXと共に、当時の日本のデスメタル/グラインドコアシーンを作り上げていく存在となる。他にもVoidd、BELETH、NECROPHILEなどのバンドが存在した。1990年代後半にはDEFILED、VOMIT REMNANTSなどのバンドも活躍している。また、1991年にはIntestine Baalismがメロディックデスメタルバンドとして登場している。

### 1990年代後半
ジャパン・メタルの冬の時代が終わるきっかけを作ったのは、ギタリストの野村義男とプロデューサーの久武頼正で、2人の軽い冗談の会話からアニメソングをヘヴィメタル様式で演奏するアニメタルが企画された事による。アニメ+メタルのアイデアはこれ以前にも存在したが、今回は本格的なブームになった。アニメタルのボーカリストとして元ANTHEM（当時）の坂本英三を迎えようと考えた久武は早速交渉し、当時会社員生活をしていた坂本も承諾。そして1996年末にアニメタルは「さかもとえいぞう」名義のソロ活動という形でデビュー。従来、ヘヴィメタルを扱っていた音楽マスコミやFMラジオのみならず、テレビなどの一般マスコミからも大きな注目を集めブレイクした。翌年にはギターに元ガーゴイルの屍忌蛇、ベースにココバットのTAKE-SHIT、ドラムスにガーゴイルのKATSUJIをそれぞれ起用し、SMEより、2ndシングル「This is ANIMETAL」を発表。次いで、屍忌蛇（ギター）、元JACKS'N'JOKERのMASAKI（ベース）、元リアクションの梅沢康博（ドラムス）という編成で、1stアルバム『アニメタルマラソン』をリリースし、約30万枚の売上を記録し、バンド体制で活動を開始し、デビューアルバム「アニメタル・マラソン」をリリースする。
この「アニメタル・マラソン」がヘヴィメタルファンだけでなくアニメファンからの支持も得られ、また宴会芸ソングとしてカラオケについても一定規模の需要の創出に成功した。これは同時に、メタルの世界で知名度の高い正統派メタルミュージシャンでさえ正統派ヘヴィメタルの音楽一筋だけでは生活していけない者が当たり前にいた、当時のメタル氷河期の現実を如実に見せつけた光景でもあった。

ニトロプラスの様にアダルトゲームのメーカーながらも主題歌にハードなメタルの曲を使用して、メタルファンにまでその名を知られる様になったメーカーも存在している。その他、この様なスタイルで現在音楽活動を行っている若手・中堅のミュージシャンの中にも、1980年代から90年代のジャパメタのフォロワーとしてのスタイルを時折見せる者が存在している。
1997年9月、X JAPANがTOSHIの脱退を理由に解散を発表、同年の大晦日の東京ドーム公演を最後に解散する。それから約半年後の1998年5月2日、Xの元メンバーでも当時最も好調な活動を見せていたはずのhideが急逝。hideの告別式は築地本願寺に関係者・ファンなど約5万人が参列した大規模なものとなった（詳細はhide#hideの死の項目参照）。また同時期には、1980年代のヘヴィメタルシーンをリードしたギタリストとして知られる、元BLIZARD元TWINZERの松川敏也が、音楽シーンから姿を消している。他方で、1998年になると、8月にバップから正統派のネオクラシカル系ヘヴィメタルバンドのConcerto Moonがデビューを飾り、5月にはコミカルな歌詞とパフォーマンスかつ本格的なメタルサウンドが特徴のSEX MACHINEGUNSが東芝EMIシングル「HANABI-la大回転」、10月にはアルバム「SEX MACHINEGUN」でデビューした。
SEX MACHINEGUNSは露出するための戦略としてあえてヴィジュアル系のようなメイクをしたことの他、「みかんのうた」のようなコミカルで特徴的な歌詞などからカラオケでの需要などが大きく発生し、2000年以降「HEY!HEY!HEY! MUSIC CHAMP」や「堂本兄弟」などの音楽番組にも数多く出演していた。これが奏功してメタルファン以外にも受け入れられていったが、そういったバンドの姿勢を嫌うある意味では保守的な思想のメタルファンの存在も、彼らの登場によって再び表面化する事となった。
1999年4月、メタル氷河期をメンバーチェンジもなくメジャーシーンで耐え抜いた数少ないバンドの一つである聖飢魔IIが、デビュー当時の公約どおりに同年末をもっての解散を予告し、解散前に怒涛のアルバムリリースラッシュと7月から大晦日までの長期ツアーを敢行、年末の東京ベイNKホールのライヴを最後に活動に終止符を打った。
1999年の12月には、筋肉少女帯を脱退した橘高文彦、SLYが活動停止となった二井原実、そして爆風スランプのファンキー末吉＆バーベQ和佐田の４名によって結成されたX.Y.Z.→Aが1980年代から続くピュアなジャパニーズ・メタルを旗印にするデビュー・アルバムをリリースしているが、自主レーベルを立ち上げての発売であった（販売網はキング・レコードに委託）。この布陣をもってしても音楽性が「メタル」ではメジャー・レーベルとの契約は困難な、厳しい時代だったのだ。
『BURRN!』編集長である広瀬和生の証言によれば、日本市場でのBURRN!の発行部数と国内外問わずヘヴィメタルバンドのアルバムの売り上げが最も多かった時期は1997年とのことである。

### 2000年代 ベテランバンドの再結成と、新世代の登場
1998年のLAZY、BOW WOW、1999年のEARTHSHAKER、2000年のLOUDNESS、2001年の44MAGNUM、ANTHEM、2005年のSHOW-YAなど、ベテラン格のバンドが次々と再結成を果たし、2005年の聖飢魔IIは期間限定で活動再開した。極めつきは2007年のX JAPANの再結成であり、前述のHIDEの死、TOSHIの宗教絡みのトラブルやYOSHIKIの迷走などを背景に再結成が不可能なバンドとされていたために、メタル・ファンを驚かせた。また、長期療養や訃報などの情報が聞かれるようにもなってきた。とりわけ2008年11月、LAZY・LOUDNESSなどでジャパメタシーンを支え続けた功労者の1人である樋口宗孝が49歳で肝細胞癌により死去した。
メタルに限らず音楽業界全般の常として、過去のバンドの解散では多くのケースで大きな内輪揉めなどが起きており、それにもかかわらず再結成して活動を行うのは、メンバーの多くが解散後に経済的困窮に陥り当座の収入を求めて過去のネームバリューに頼るために妥協をせざるを得なくなったか、あるいは喧嘩別れの解散後に関係が修復できたか、このいずれかであるのが実態であるという。
この時代には、1990年代終盤からのKORN、リンプ・ビズキット、レイジ・アゲインスト・ザ・マシーンらを筆頭とするアメリカのラップ・メタルや、メタル界の帝王であるオジー・オズボーンが1990年代後半から開催するオズフェストに登場していたニュー・メタルのバンドに影響を受けた新鋭バンドが、1990年代末期から2000年代にかけて続々登場している。山嵐、RIZE、宇頭巻らがその先陣を切り、その流れにマキシマム ザ ホルモンなどが続いていった。筋肉少女帯を脱退した大槻ケンヂがNARASAKIらと結成した特撮や、樋口宗孝、山下昌良、横関敦らが結成したBLOOD CIRCUS、元桜っ子クラブのANZA率いるHEAD PHONES PRESIDENTなども、この新しい潮流を受けて誕生したものである。この新世代は1980～1990年代のジャパニーズ・メタル・バンドとの繋がりはほぼ皆無に等しかったものの、俳優でミュージシャンの押尾学が結成したラップ・メタル／ニュー・メタル・バンドLIVの2ndアルバムにはLOUDNESSの山下昌良がゲスト参加するなど、新旧メタル・アクト同士の交流も一部ではあった。
また、その一方でストリートカルチャーやヒップホップ要素なども盛り込んだSUNS OWLやBAT CAVE、SURVIVEなどがシーンに登場した。1990年代からのアニメ・ゲームなど日本型サブカルチャーとメタル業界の関係は2000年代に入ってもさらに発展が続いている。現在ではその影響はアニメのみならず特撮作品にも幅広く浸透しており、これら分野でジャパメタ分野でベテラン・中堅格として知名度を持つボーカリストが起用されるケースがしばしば見られる。
2000年代以降にデビューし、目立った活動をした主なバンド、アーティストには陰陽座、GALNERYUS、Cloud Nine、夜叉、BLOOD STAIN CHILD等がいる。

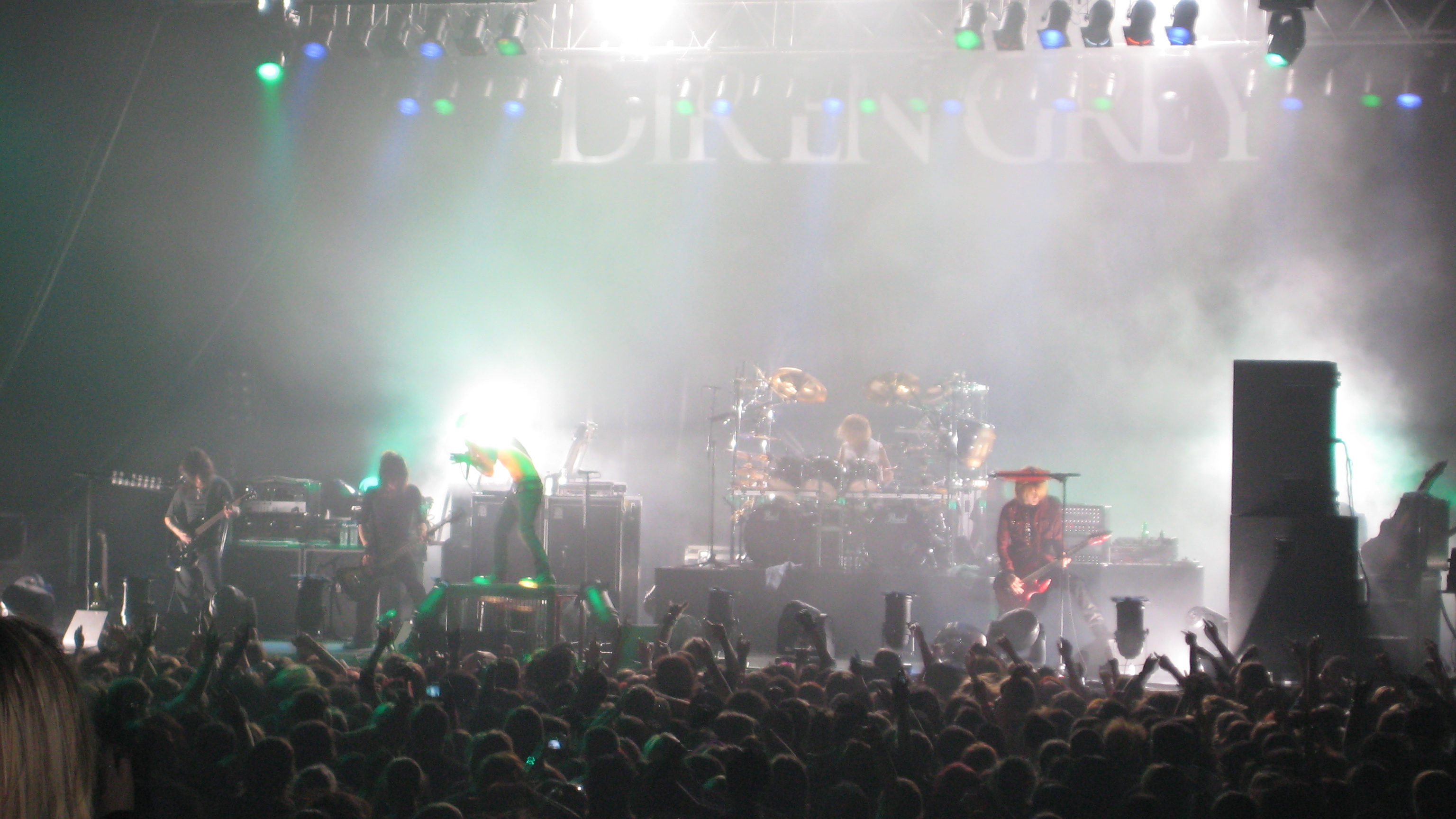
DIR EN GREY（2007年）

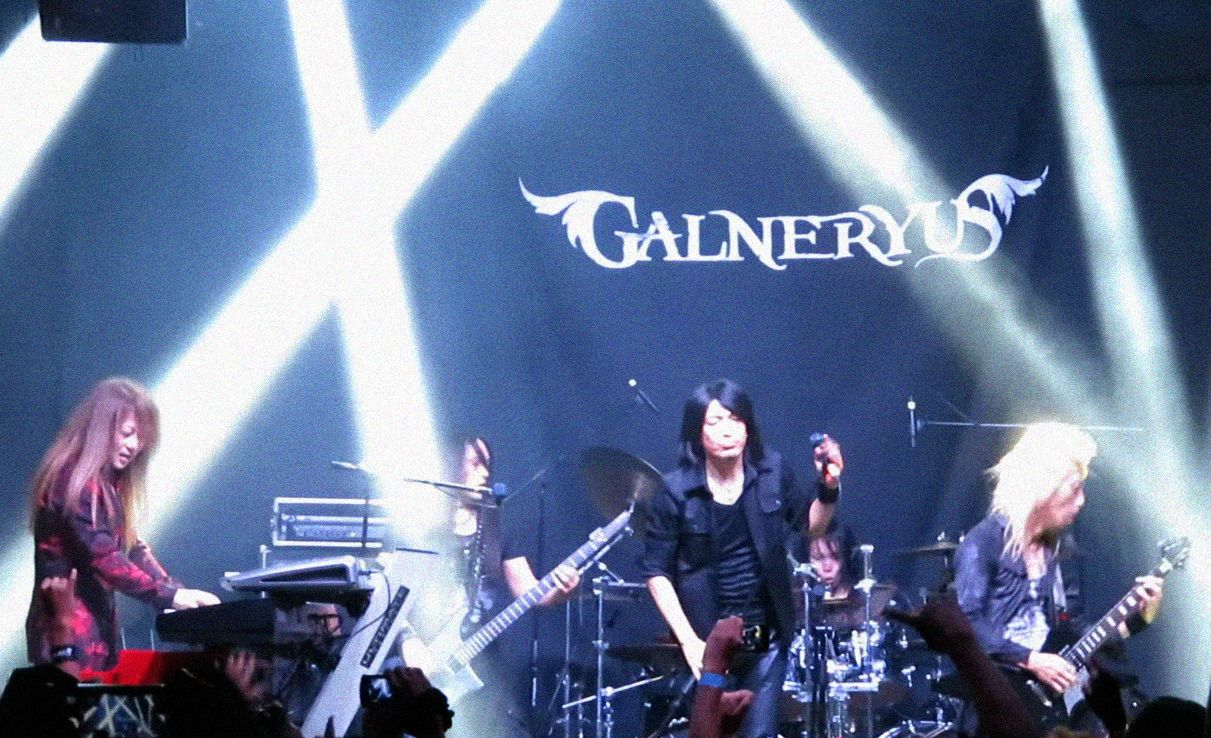
GALNERYUS（2016年）

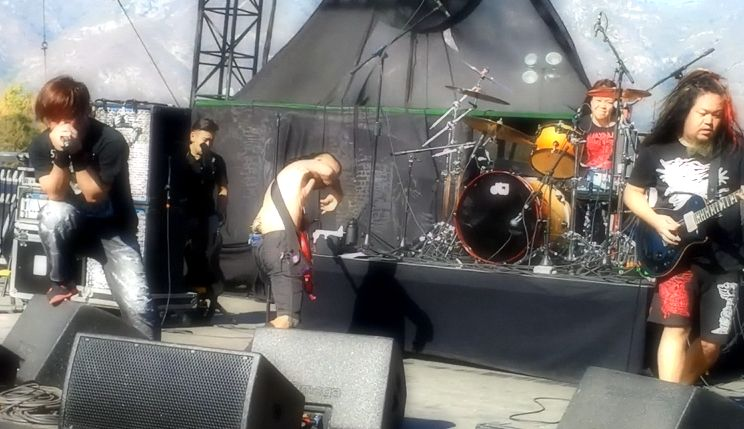
マキシマム ザ ホルモン（2014年）

しかし、それらの大半はセールス・興行という観点で成功とは言いがたい、あるいは、一応成功しているにしても、そこから伸び悩む状況に終始しているのが実情である。日本産ヘヴィメタルバンドのCDが売れず、観客動員数も少ない背景として、当時のライブハウスの関係者は「バンド側が“自分達の音楽がわかってくれる人にだけ”やっている」「外の社会にそういう閉鎖的な見方でやっているから、結局、自分達も閉鎖的なカテゴライズされた世界に入ってしまっている」と分析し、、ある大手レコード店の店長は、メタルのCDが国に関係なく売り上げが厳しいことを踏まえて、洋楽は純度の高いメタルは受け入れられているが、邦楽は純度が高いと受け入れられない、陰陽座やSEX MACHINEGUNSの様な他の要素が入ったバンドは成功していると分析し、「80年代のジャパメタのカッコ良かったエッセンスを受け継いでいるのは、ヴィジュアル系だと思うんですよね。視覚的なところ、フレージングひとつにしてもね。実際にメタルをやっている人は、そこをないがしろにしているような気がします」とも語っている。
2006年には、DIR EN GREYが海外進出し、日本のメタルバンドとして海外では
認知されるようになったものの、海外デビュー当時は、日本のメタル専門マスコミの関係者たちの間には、DIR EN GREYをメタルバンドとして認めない風潮が根強く存在しており、実際、2006年のLOUD PARK06に出演した際に、音楽評論家の伊藤政則が「BURRN!」誌上で「なぜ、LOUD PARKにヴィジュアル系が出演するのか？」と批判を繰り返しているなど、日本と海外での評価が大きく分かれていた。ただし、時間を経て状況は少しずつ変わり、2011年現在は「BURRN!」でもDIR EN GREYのインタビューが普通に掲載されている。
また、2003年にメジャーデビューしたムックも2005年にドイツで開催されたメタルフェスヴァッケン・オープン・エア への出場、2008年の「Taste of Chaos」でAvenged Sevenfold、Bullet For My Valentine、Atreyu、As I Lay Dyingなどのバンドと共演を果たすなど、海外進出を行った。他にも、2004年結成のラウドロック、オルタナティブ・メタル、メタルコア 等にダークさや美麗な歌メロを取り入れ、後にLOUDNESSや44MAGNUMやDEAD ENDなどの大御所と対バンをしたり、ラウドロック勢と盛んに交流をしながら全欧デビューも果たしたlynch.や。同じく2004年結成でニューメタル、ミクスチャー色が濃くヴァッケン・オープン・エアに出場したり、海外ツアーも行ったgirugamesh（ギルガメッシュ）、1999年結成のインダストリアル・メタル、ゴシックメタルの要素が強いD'espairsRayもヴァッケン・オープン・エアに出演（2006年8月）している。
1992年から活動を続けるスラッジ・メタル/ドローン・メタルバンドBORISは、2005年にサザンロード・レコーズ(日本ではDiwphalanx Records)からアルバム『PINK』をリリースし、全世界で5万枚のセールスを記録、ピッチフォーク・メディアのTop 50 Albums of 2006では9位を獲得した。また、2008年にはアルバム『Smile』の先行シングル「Statement」がビルボードのシングルチャートで初登場23位にランクイン、アルバム『Smile』もビルボードのトップ・ヒートシーカーズで20位を獲得している。2007年ごろからは、ポーティスヘッド、フレーミング・リップス、ペイヴメント、ナイン・インチ・ネイルズらとライブで共演を果たしている。
2000年代後半にはVersailles、元Galneryusのメンバーが在籍するDELUHI、現「BURRN!」編集長の広瀬和生が高く評価を与えていたNoGoD等が音楽雑誌やネット上で注目を集めることとなった。サム・ダン監督のドキュメンタリー映画「グローバル・メタル」でマーティ・フリードマンがヴィジュアル系のファンとヘヴィメタルファン同士の対立の激しさを証言しているように、ひと度ヴィジュアル系として認知されたバンドについては、その後に国産メタル以上に純度の高いヘヴィメタルを演奏しても認めない風潮があり、同映画でインタビューを受けたSighの川嶋未来は、サム・ダンの「ヴィジュアル系がメタルではないと思う理由は？」との質問に「メタルがクールだから、それが答えだ」と答えている。
その他、音楽ライターの土屋京輔は、上記のバンドだけでなくマキシマム・ザ・ホルモン、9mm Parabellum Bullet、FACTのようなバンドも新世代のメタルバンドとして高く評価している。かつてはSHOW-YAに代表された女性ボーカルのメタルバンドや女性メタル系シンガーについては、2000年代に入ってからはヘッド・フォン・プレジデント、HIGH and MIGHTY COLOR、LIV MOONなどの若手・中堅世代が登場している。また、いとうかなこ、栗林みな実、中野愛子の様にそもそもアダルトゲーム主題歌やアニメソングなどのサブカルチャーの分野から表舞台に登場し、周囲のメタル系ミュージシャンからHR/HMに近い様式の楽曲の提供を数多く受けているシンガーも見られる。
2008年にはSHOW-YAを中心とした女性ロッカーのためのイベント「NAONのYAON」の復活開催が行われ、かつての出演者以外にも新たに相川七瀬、長澤奈央らが出演し、一時休止後の2013年には平野綾、中川翔子らが出演するなど、HR/HM系の内外から幅広くミュージシャン、女優、シンガーが集まり、以降も継続的に開催されている。
アメリカのヘヴィメタルのミュージシャンは、共和党の支持者が目立ち、ジョー・ペリー、テッド・ニュージェント、ジーン・シモンズ、アリス・クーパー、トム・アラヤ（スレイヤー）、デイヴ・ムステイン（メガデス）、サリー・エルナ（ゴッド・スマック）らが共和党支持者として知られている（HMではないが、キッド・ロックやマイク・ラヴも共和党とドナルド・トランプの熱心な支持者である。ブルース・ジョンストンも共和党支持者）。一方で、ジョン・ボンジョヴィは反共和党で、民主党支持であるが、日本のメタル・ミュージシャンが政治思想を公表することは少なく、知られているのはLOUDNESSの二井原実が自身のブログで自民党、その中でも安倍晋三政権を支持しており、百田尚樹の著書を愛読していること、GALNERYUSの小野正利が靖国神社に参拝し、竹島問題について言及しているぐらいである。

### 2010年代 ガールズメタルバンドの躍進～海外再進出

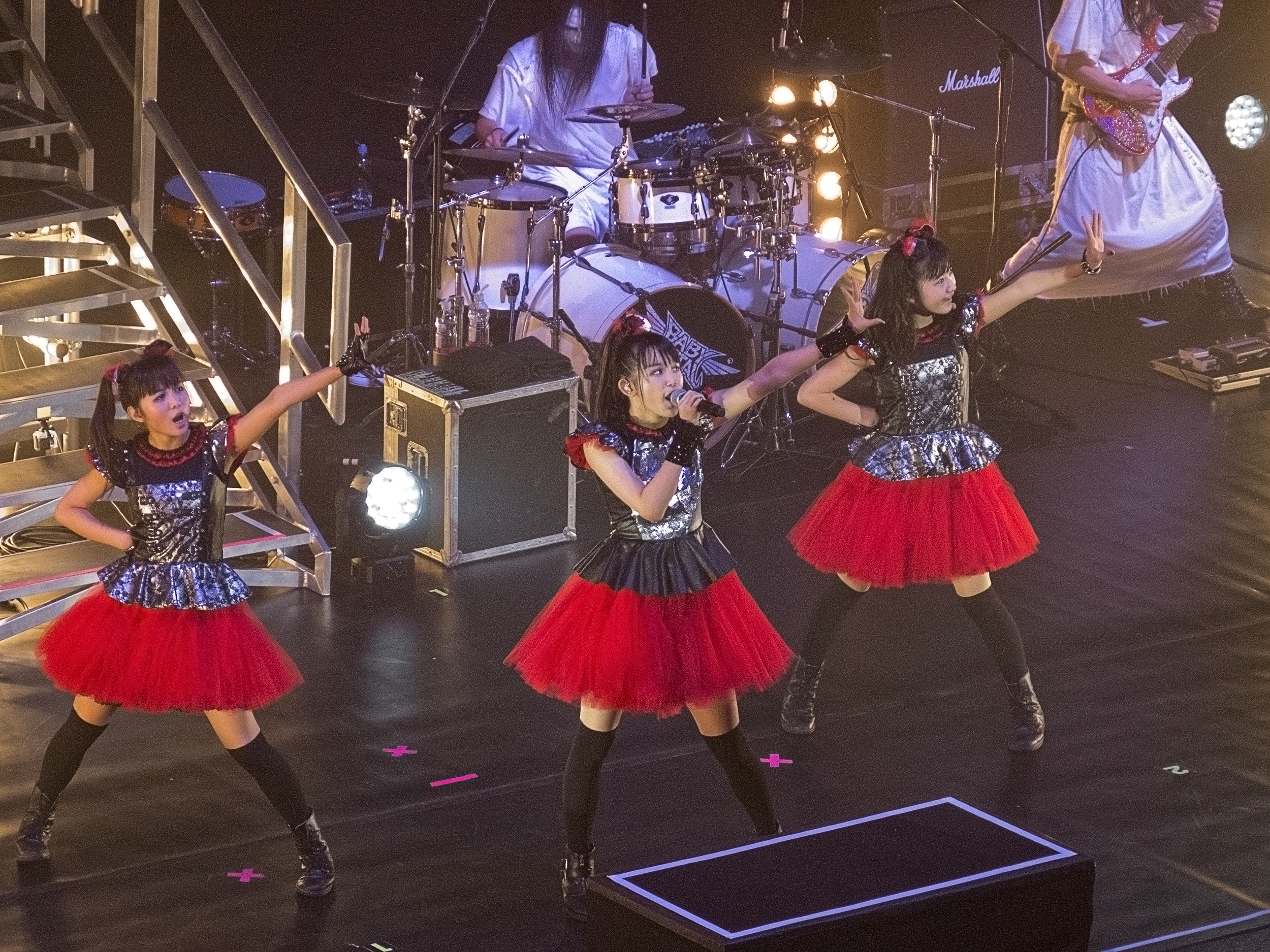
2016年には2ndアルバムがビルボードアルバム総合チャート39位にランクインしたBABYMETAL（2014年）

2000年代より台頭してきたヴィジュアル系ヘヴィメタルバンドのうち、DELUHIが2011年4月1日のエイプリルフールの日に解散を宣言。2000年代後半に同人メタルシーンで注目を集めていたDragon Guardian、2009年結成のMary's Blood、2010年にはガールズバンド「Aldious」、2011年には女性ドラマーにパーカッションを加えた6人組バンドEach Of The Daysが海外デビュー、2012年にはCyntia、また、女性ボーカルを擁するLIGHT BRINGER、FEEL SO BADのギタリストである倉田冬樹プロデュースのUNDER FORESTがデビューするなど、ガールズメタルバンドや女性ヴォーカルのメタルバンドの活躍が目立った。
変わったところでは、アイドルグループさくら学院重音部所属のダンスユニットで「アイドルとメタルの融合」「カワイイメタル」を謳ったBABYMETALが海外で注目を集めたほか、BiSが「IDOL」をリリースするなど、アイドルやオタク趣味ととヘヴィメタルという、従来は異質とされてきたジャンルが結びついた動きが台頭してきたのがこの時代の特徴である。
また、21世紀においても正統派HM/HRを貫くLIGHTNINGは、AVALONレーベルとディールを獲得している。
1996年から活動を続けてきたドゥームメタル/ストーナーロックバンドのチャーチ・オブ・ミザリーは、2011年に開催されたHellfest、Tuska Open Airという欧州の大規模なフェスに出演している。デス・ドゥームの分野では、同じく1996年から活動を続けているCoffinsが2010年にMaryland Deathfestの出演を果たした(2008年、2014年にも出演している。)。2013年には、大手のリラプス・レコードからアルバムをリリースし、それにあわせてヨーロッパツアーを行っている。また、Maryland Deathfestにはブラックメタルバンドのアビゲイルも出演を決めている。2014年には、1999年からチェコで開催され続けているエクストリーム・ミュージックのフェスティバルObscene Extremeが、ここ日本でも開催された。

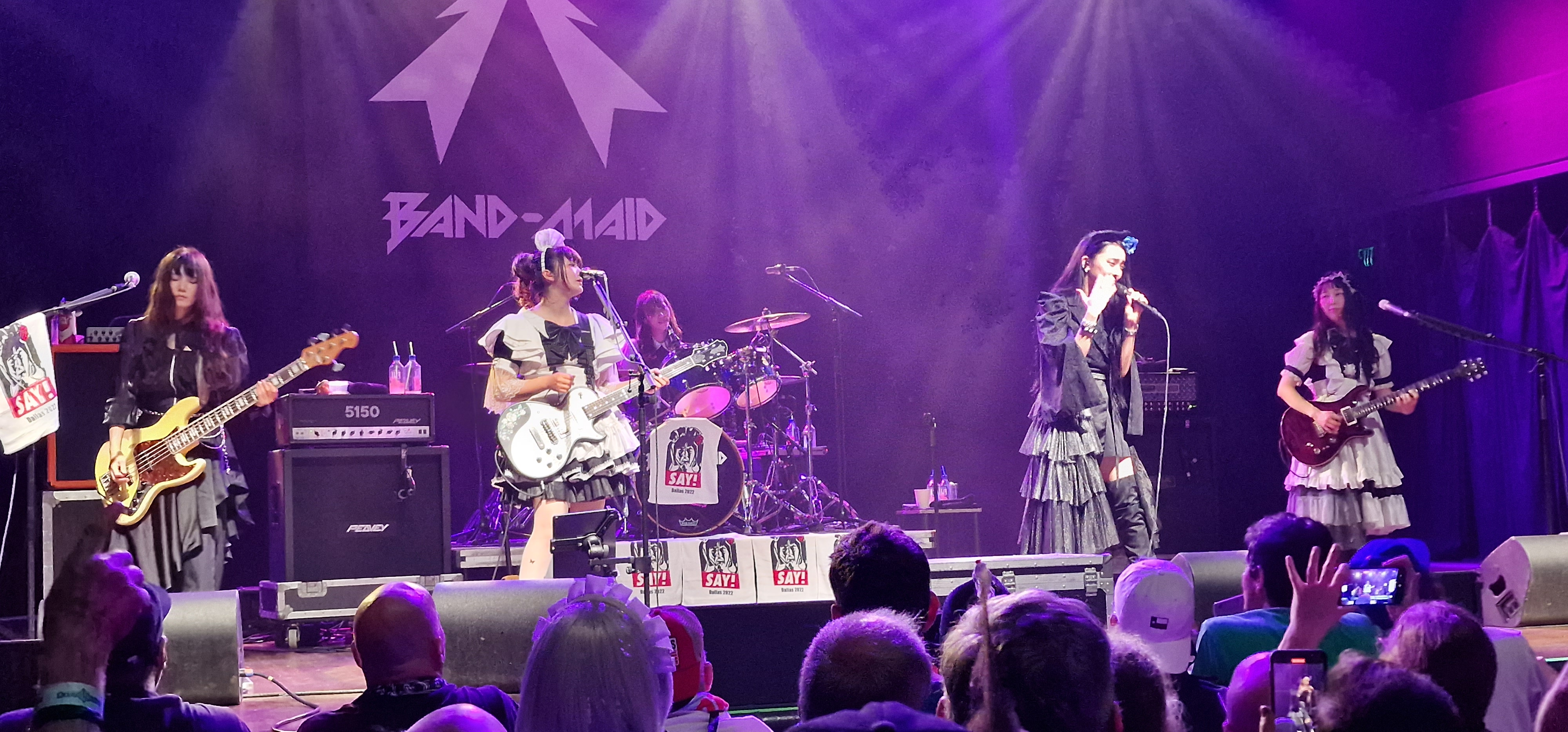
2022年10月のダラス公演のBAND-MAID

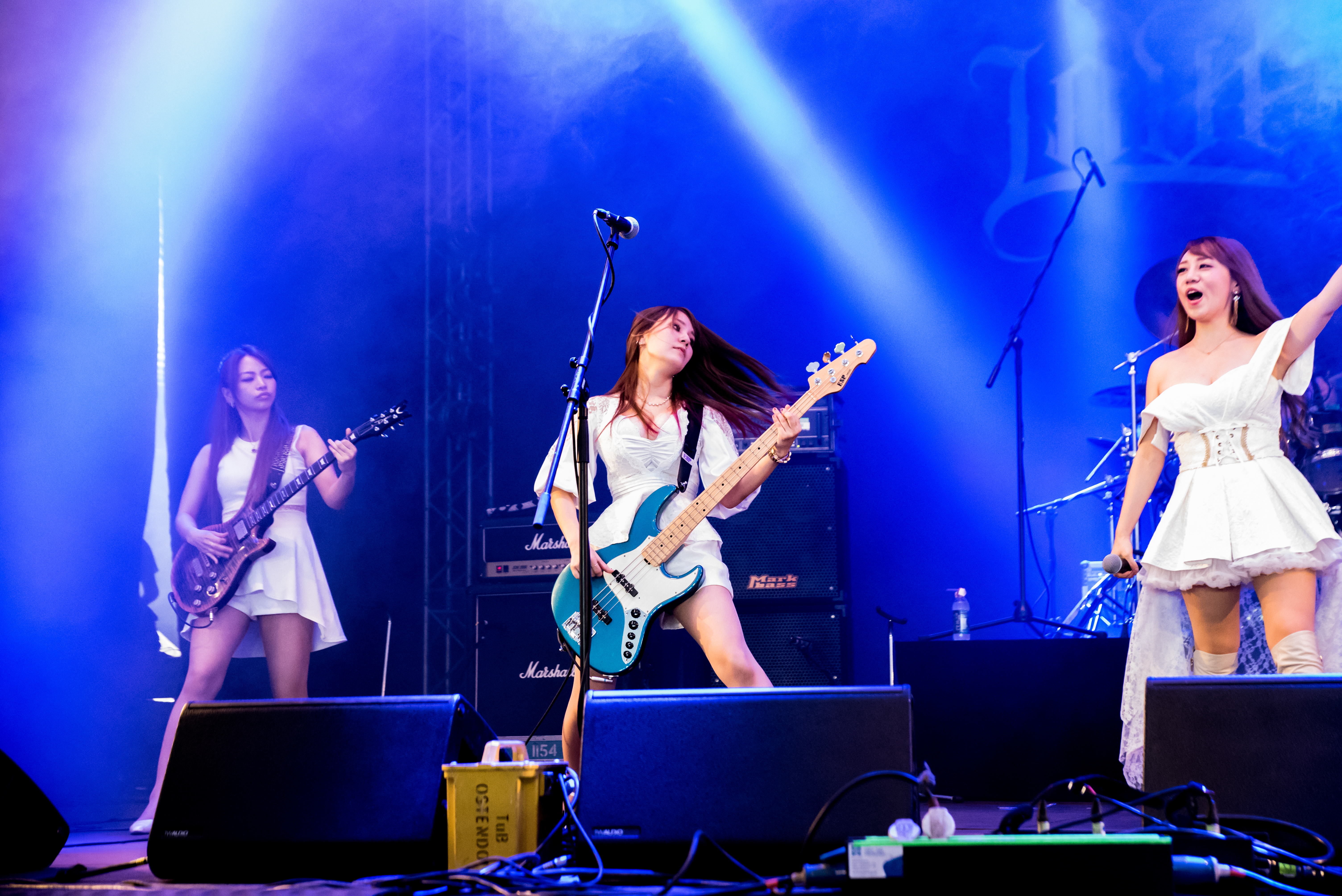
2017年のデビューから1年後に海外進出したLOVEBITES(2018年)

2010年からLOUDNESSが再び海外再進出し、2001年から活動を続けるパワーメタルバンド・Galneryusは2014年の7月に初のヨーロッパツアーを敢行。8月にはSUMMER SONIC 2014に出演を果たした。また、2011年に海外で注目を集めたBABYMETALも2014年より本格的に海外進出をし、同年7月に出演した「Sonisphere Festival 2014」で日本の一般メディアにおいても大きな注目を集め、2016年4月1日、2ndアルバム『METAL RESISTANCE』を世界同時発売、オリコン週間チャートで2位となり自己最高位を更新したほか、全英総合アルバムチャートで15位を記録し、日本人の最高位を41年ぶりに更新、オーストラリアのARIAによる総合アルバムチャートでは7位を記録し、日本人初のチャートイン、全米総合アルバムチャート（Billboard 200）では39位を記録し、日本人としては坂本九のアルバム『Sukiyaki and Other Japanese Hits』の14位以来53年ぶりにTOP40入りとなった。
2012年頃からSURVIVEは本格的に活動方針を海外向けにシフトし、BehemothやOverKillなどと積極的にサーキットツアーを行うなどした。2019年9月には7thアルバム『Immortal Warriors』をワールドワイドリリースしている。
2017年にデビューしたLOVEBITESは、2018年8月にドイツで開催されたヘヴィメタルフェスティヴァル、ヴァッケン・オープン・エアに日本人女性のみで構成されたヘヴィメタル・バンドとしては史上初となるガールズバンドとして出演。2015年にはメイド服を衣装にしたハードロックバンドBAND-MAIDも海外で注目を集め、2016年10月・11月、メキシコ、イギリス、ドイツ、フランス、ポーランド、イタリア、スペイン、香港の8ヵ国9公演のワールドツアーを開催。
2019年5月に人間椅子が「無情のスキャット」のミュージックビデオをYouTube公開したところ、同年6月に再生回数100万回、8月に200万回を記録し、特に海外から賞賛のコメントが集まったことが注目された、翌2020年2月には初のヨーロッパツアーを敢行。
しかし、2019年末に世界中を襲った新型コロナウイルスの影響により多くのバンドの国内外ツアーやフェスの出演が中止になるなど苦境に立たされることとなった。

### 2020年代 - 新型コロナウイルスによる活動停滞
2019年末に世界中を襲ったパンデミックはヘヴィメタル界も例に漏れず苦境に立たされることとなる。（詳しくは新型コロナウイルス感染症の世界的流行 (2019年-)、日本における2019年コロナウイルス感染症による社会・経済的影響#音楽・エンターテインメントを参照）
2020年2月よりヨーロッパツアーを敢行した人間椅子は同年3月にアメリカで行われるサウス・バイ・サウスウエストの出演が予定していたが、中止となってしまう。LOUDNESSも日本公演だけでなくヨーロッパ公演が延期になるなどライブ活動を休止せざる得なかった。HER NAME IN BLOODが2021年7月に解散。
ガールズメタルシーンではLOVEBITESの創設者でリーダーであったベースのmihoが環境の変化により脱退、Mary's Bloodも2022年4月をもって無期限の活動休止を発表。BABYMETALは「封印」と題し実質的に活動を休止した。